# Pierre Gardette
Pierre Gardette (Tarare, Rhône, 13 de juny de 1906 - Lió, 22 de setembre de 1973) fou un clergue, romanista i dialectòleg francès, especialista en francoprovençal.

## Vida i obra
Monsenyor Gardette va ser alumne de Joseph Bédier, i va ser professor a partir de 1930 a la Facultat catòlica de Lió. El 1940 va presentar les dues tesis de doctorat a la Universitat de Grenoble sota la direcció d'Antonin Duraffour: Géographie phonétique du Forez (publicada a Mâcon el 1941) i Etudes de géographie morphologique sur les patois du Forez (publicada a Mâcon el 1941). El 1941 va ser nomenat catedràtic a la Facultat catòlica de Lió i entre 1945 i 1964 en fou també rector.
Gardette va fundar el 1942 l’Institut de linguistique romane a la seva facultat. Després de la seva mort, aquest institut de recerca rebé el nom d’"Institut Pierre Gardette". Com a dialectòleg va treballar particularment en el domini del francoprovençal i en l'atles lingüístic de la regió de Lió.
Fou membre corresponent de l'Académie des inscriptions et belles-lettres des de 1957; de 1961 a 1962 fou President de la Société historique, archéologique et littéraire de Lyon; i des de 1966 "Directeur de recherches" del Centre national de la recherche scientifique (CNRS), on coordinà diversos atles del "Nouvel atlas linguistique de la France"
Fou també director de la Revue de linguistique romane, de la Société de linguistique romane.
Pierre Gardette havia estat ordenat sacerdot el 1929 i protonotari apostòlic el 1945.

## Publicacions
- amb André Devaux i Antonin Duraffour: Les patois du Dauphiné. Lyon 1935
- amb André Devaux i Antonin Duraffour: Dictionnaire des patois des Terres Froides. Mâcon 1935 [Les Terres Froides és una regió natural, al departament de l'Isère, entre els pobles de Colombe i Bourgoin-Jallieu]
- amb André Devaux i Antonin Duraffour: Atlas linguistique des Terres Froides. Lyon 1935
- (ed.): Lous poèmes daoü païsan. Mâcon 1938
- Atlas linguistique et ethnographique du Lyonnais. Vol. 1, Lyon 1950, Paris 1967; vol. 2, Lyon 1952, Paris 1970; vol. 3, Lyon 1956, Paris 1984; vol. 4, Paris 1968; vol. 5, Paris 1976 [accessible en línia https://www.ucly.fr/ally-en-ligne/ Arxivat 2020-11-28 a Wayback Machine.]
- amb Antonin Duraffour i Paulette Durdilly (Eds.): Les Oeuvres de Marguerite d'Oingt. París 1965
- Textes littéraires en dialecte lyonnais. Poèmes, théâtre, noëls et chansons: XVIe-XIXe siècle. Editats per Simone Escoffier i Anne-Marie Vurpas. París 1981
- Études de géographie linguistique. Editats per Brigitte Horiot, Marie-Rose Simoni-Aurembou i Georges Straka. Estrasburg/París 1983